# Gare du Poirier-Université
Gare du Poirier-Université vasútállomás Franciaországban, Trith-Saint-Léger településen.

## Vasútvonalak
Az állomást az alábbi vasútvonalak érintik:
- Fives-Hirson-vasútvonal

## Kapcsolódó állomások
A vasútállomáshoz az alábbi állomások vannak a legközelebb:
- Gare du Quesnoy
- Gare de Valenciennes